# Trachicephalus uranoscopus
Trachicephalus uranoscopus is een straalvinnige vissensoort uit de familie van steenvissen (Synanceiidae). De wetenschappelijke naam van de soort is voor het eerst geldig gepubliceerd in 1801 door Bloch & Schneider.